# Реймонд Роберт Роджерс
Реймонд Роберт Ро́джерс (англ. Raymond Robert Rogers) — американський палеонтолог та геолог. Автор описання нових палеонтологічних таксонів.
Роджерс здобув ступінь бакалавра з геології в Університеті Північної Аризони в 1985 році, ступінь магістра в Університеті Монтани в 1989 році та ступінь доктора філософії у Чиказькому ніверситеті у 1995 році. Працює професором на кафедрі геології в Макалестерському коледжі. Роджерс - геолог осадових відкладень і тафономіст, що зосереджений на вивченні наземних і маргінальних морських систем відкладень, особливо тих, що мають велику кількість скам'янілостей. Він один з редакторів книги «Bonebeds: Genesis, Analysis, and Palebioological Significance» (Кісткові ложа: генезис, аналіз і палебіологічне значення).
У 1993 році був у команді, що описала новий вид динозавра Eoraptor lunensis. У 2020 році став одним з авторів описання нового виду викопного енанціорнісового птаха Falcatakely forsterae.